# Фонте-дю-Разес
Фонте́-дю-Разе́с (фр. Fonters-du-Razès) — коммуна во Франции, находится в регионе Лангедок — Руссильон. Департамент коммуны — Од. Входит в состав кантона Фанжо. Округ коммуны — Каркасон.
Код INSEE коммуны — 11149.

## Население
Население коммуны на 2008 год составляло 91 человек.
| 1962 | 1968 | 1975 | 1982 | 1990 | 1999 | 2008 |
| ---- | ---- | ---- | ---- | ---- | ---- | ---- |
| 84   | 88   | 81   | 74   | 68   | 90   | 91   |

## Экономика
В 2007 году среди 58 человек в трудоспособном возрасте (15—64 лет) 31 были экономически активными, 27 — неактивными (показатель активности — 53,4 %, в 1999 году было 71,7 %). Из 31 активного работали 28 человек (14 мужчин и 14 женщин), безработных было 3 (2 мужчин и 1 женщина). Среди 27 неактивных 13 человек были учениками или студентами, 10 — пенсионерами, 4 были неактивными по другим причинам.